# Futura2000

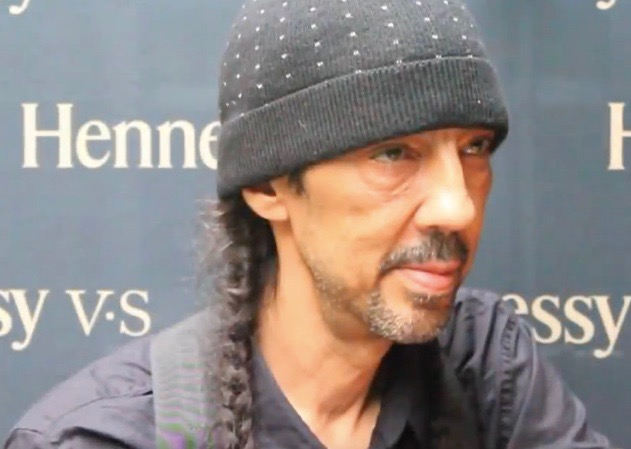
Futura2000 en 2018

Futura 2000 es un diseñador y artista de Nueva York, que en sus comienzos en la década de los noventa fue uno de los artistas de grafiti más conocidos. 
Su estilo se caracteriza por ser uno de los primeros en realizar Grafiti bajo una estética de arte abstracto más allá de la realización de letras, creando diseños futuristas y de inspiración espacial combinado pintura difuminada de diferentes colores con trazos finos y rápidos.

## Biografía
Comenzó a pintar ilegalmente en el Metro de Nueva York a principios de la década de los 70 y su trabajo se hizo mundialmente famoso gracias al libro "Spraycan Art" y diferentes documentales como Style Wars.
En la actualidad es un respetado diseñador y artista de galería. 
Sus trabajos más conocidos quizás sean como diseñador para portadas de discos y merchandising para grupos como UNKLE o el grupo punk The Clash para los que ´realizó el diseño de su sencillo "Radio Clash" (en cuya composición colaboró) y las notas y libreto del LP Combat Rock. 
Recientemente ha realizado colaboraciones como diseñador para marcas de ropa como Subware, Phillie Blunt, Nike, o GFS.